# Hemerobius handschini
Hemerobius handschini is een insect uit de familie van de bruine gaasvliegen (Hemerobiidae), die tot de orde netvleugeligen (Neuroptera) behoort. 
Hemerobius handschini is voor het eerst wetenschappelijk beschreven door Tjeder in 1957.